# Enoch Adegoke
Enoch Obaloluwa Adegoke (né le 8 mars 2000 à Igbeti) est un athlète nigérian, spécialiste du 100 mètres.

## Biographie
Aux Championnats d'Afrique d'athlétisme 2018 à Asaba, il est médaillé d'argent du relais 4 × 100 mètres.
En 2019, il remporte le titre du 100 m lors des championnats d'Afrique juniors à Abidjan.
En 2021, il participe au 100 mètres des Jeux olympiques de 2020 à Tokyo et réalise un nouveau record personnel en série avec 9 s 98. Il parvient ensuite à se qualifier en finale en terminant deuxième de sa demi-finale en 10 s 00, battant au millième le favori américain Trayvon Bromell. Seul Africain en finale avec le Sud-Africain Akani Simbine, il se blesse malheureusement à la cuisse pendant la course.

## Palmarès
| Date | Compétition     | Lieu  | Résultat | Épreuve | Temps |
| ---- | --------------- | ----- | -------- | ------- | ----- |
| 2021 | Jeux olympiques | Tokyo | finale   | 100 m   | DNF   |